# Trachysomus camelus
Trachysomus camelus là một loài bọ cánh cứng trong họ Cerambycidae.